# Varaždinska županija (1181. – 1850.)
 Ovo je članak o povijesnoj Varaždinskoj županiji iz vremena Hrvatsko-Ugarskog Kraljevstva i Kraljevine Hrvatske pod Habsburzima. Za njezinu sljednicu vidi: Varaždinska županija (1850. – 1924.). Za suvremenu županiju vidi: Varaždinska županija.
Varaždinska županija se kao srednjovjekovna županija razvila se oko varaždinskog castruma kao njegovog središta. Od 1607., funkcija velikog župana nasljedno je pripadala najstarijem punoljetnom članu obitelji Erdödy, na temelju kraljevske povlastice.

## Povijest
Varaždinska se županija prvi put spominje 1181. godine, u ispravi Bele III. za Zagrebački kaptol. Srednjovjekovna županija razvila se oko varaždinskog castruma kao njegovog središta, te se u 14. stoljeću prostirala na području omeđenom sa sjevera rijekom Dravom, na istoku do Bartolovca, preko Jalžabeta do Varaždinskih Toplica, na jugu omeđenom obroncima Varaždin Brega i dolinom Bednje prema zapadu do Maruševca i Voće. Poput Zagrebačke i Križevačke županije, tako se i Varaždinska županija teritorijalno proširila na prostor Krapinske i Zagorske županije. 
U razdoblju od 1527. do 1761., Varaždinska je županija u osnovi sudsko-teritorijalna jedinica, dok je županijska skupština uglavnom predstavljala biračko tijelo za konstituiranje županijskih službenika. Funkcija velikog župana u Varaždinskoj županiji postala je nasljednom temeljem kraljevske povlastice iz 1607. prema kojoj je to pravo pripalo najstarijem punoljetnom članu obitelji Erdödy. Tu je povlasticu obitelj imala sve do 1845. 
Godine 1785. Josip II. ukida županije i uvodi okružja, a teritorij Varaždinske županije potpao je pod zagrebačko okružje. Okružje je bilo potčinjeno Ugarskom namjesničkom vijeću. Skupština se nije sastajala, već su se sastajala vijeća. Veliki župan, kojeg je birao kralj, bio je podređen kraljevom povjereniku i provodio je kraljeve naredbe. Podžupana je imenovao predsjednik okružja. Nakon smrti Josipa II., 1790. dolazi do obnove županija i njihovog rada prema ustroju iz sredine 18. stoljeća.
Posljednja sjednica Varaždinske županije, kao staleške institucije, održana je 20. srpnja 1850., te je na njoj pročitana odluka Zemaljskog povjereništva za ustrojenje političkih oblasti.

## Uprava
Upravna djelatnost županije je bila: briga za očuvanje poretka i mira; razrez poreza; obavještavanje pučanstva o odredbama vladara, Sabora, bana, Hrvatskog kraljevskog vijeća, odnosno Ugarskog namjesničkog vijeća, te briga o njihovom provođenju, od 1761. ubiranje kontribucije i drugih daća, briga za normalno odvijanje ubiranja desetine i pitanje seljenja kmetova, reguliranje mitnica, carinarnica, putova, mostova, težina i mjera, taksiranje najvažnijih živežnih namirnica, reguliranje nadnica te najamnog odnosa uopće. 
Što se tiče pravosudne djelatnosti županije, Županijski sudbeni stol djelovao je do reforme sudstva 1723. kao prvostupanjski sud u građanskim (sporovi oko likvidnih dugova, založnog prava, dioba i nasljedstva dobara, remabulacije međa, urbarijalna prava na temelju desetine) i krivičnim (prvenstveno zbog nasilja nad imovinom i imovinskim pravima) parnicama. Nakon reforme 1723. postaje prizivno sudište za žalbe protiv presuda vicežupana, plemićkih sudaca i vlastelinskih sudova, te kazneno sudište, dok je u građanskim parnicama rješavao sporove iz likvidnih dugova, iz urbarijalnog prava (gdje su tuženici bili vlastelini) te sporove u vezi s vršenjem gospodarskih i upravnih poslova županije. Vojni poslovi su bili vezani uz dizanje narodnog ustanka (insurekcije).

### Veliki župan
Na čelu županije nalazio se veliki župan (comes supremus) kao glavar županije, koji je u ime kralja, upravljao svim upravnim, sudskim i vojnim poslovima neposredno ili posredno preko podžupanâ. On je predstavljao županiju u Hrvatskom saboru te predsjedavao županijskim skupštinama i sudskim vijećima u županiji. Njega je do 1715. birao ban, od tada kralj. To je pravo kralj prvi put iskoristio 1729. godine. Ostala županijska uprava bila je birana na izbornim skupštinama (restauratio) svake treće godine. Velikog župana zamjenjivala su dvojica podžupana: 
1. redovni požupan (vicecomes ordinarius) za upravne poslove te čuvar pečata županije
2. podžupan – zamjenik (vicecomes substitutus) za županijske i sudske poslove.

Ostalu županijsku upravu činili su bilježnici (notarius), koji su čitali spise na skupštinama i sastavljali zapisnike županijskih sjednica. Postojao je redovni (veliki) bilježnik (notarius ordinarius) čiji se zamjenik nazivao podbilježnikom (vicenotarius). U upravu su još ulazili plemićki suci (judices nobilium) i podsuci (vicejudices nobilium) čiji je broj ovisio o broju županijskih kotara (objavljivali su naredbe općinama i izricali presude); prisjednici županijskog sudbenog stola (assesores); fiskal (advocatus); blagajnik (camerarius); arhivist (archivarius); liječnik (medicus), ranarnik (chirurgus); mjernik (geometra). 

### Županijske skupštine
Središte županijske djelatnosti bile su županijske skupštine (congregatio nobilium): 
1. Velika ili Opća (congregatio generalis)
2. Mala (congregatio particularis).

Velike skupštine održavale su se četiri puta godišnje, a u njihovom radu sudjelovali su, osim županijske uprave, prelati, velikaši, plemići te predstavnici slobodnih kraljevskih gradova ili trgovišta. Na njima se raspravljalo o svim poslovima koji su ulazili u županijsku nadležnost (proglašavali su se zakoni i vladine naredbe, rješavali porezni poslovi, određivalo novačenje, opskrba vojski, obavljali izbori raznih povjerenstava, određivale parnice protiv plemića, proglašavale plemićke isprave, rješavale urbarske tužbe), potvrđivali zaključci Male skupštine te birali poslanici za Hrvatski sabor (u pravilu dvojica). 
Malu skupštinu je činila županijska uprava, a na njoj su se rješavali tekući i hitni poslovi. Županijski sudbeni stol (sedes iudicaria ili sedria) činili su suci i prisjednici, a predsjedao im je veliki župan ili jedan od podžupana.

## Stanovništvo
Prema prvome popisu stanovništva, koji je obuhvatio svih šest hrvatskih i slavonskih županija (Zagrebačku, Varaždinsku, Križevačku, Virovitičku, Požešku i Srijemsku) iz 1773. godine, u Varaždinskoj županiji je živjelo ukupno 56.969, od toga:
- 12.032 muškaraca mlađih od 15 godina i 16.920 odraslih muškaraca, ukupno 28.952 (50,82 %)
- 11.920 žena mlađih od 15 godina i 16.097 odraslih žena, ukupno 28.017 (49,18 %)

Podaci o rođenim i umrlim navode samo katolike, što znači da u županiji nije bilo protenstanata i pravoslavaca.

## Upravna podjela
Teritorij županije (comitatus) dijelio se na kotareve (processus), kotarevi na okruge (districtus), a okruzi na općine ili sudčije (communitates ili iudicatus). Varaždinska županija je bila podijeljena na četiri kotara: 
1. Gornjozagorski,
2. Donjozagorski,
3. Gornjopoljski,
4. Donjopoljski kotar.

## Popis varaždinskih župana od 1607. do 1850. godine
- Toma Erdődy (1607. – 1618.)
- Sigismund Erdődy (1618. – 1639.)
- Đuro I. Erdődy (1639. – 1665.)
- Aleksandar I. Erdődy (1665. – 1682.)
- Mirko Erdődy (1682. – 1690.)
- Đuro II. Erdődy (1690. – 1713.)
- Aleksandar II. Erdődy (1713. – 1729.)
- Đuro III. Erdődy (1729. – 1760.)
- Antun Erdődy (1761. – 1770.)
- Ivan Nepomuk I. Erdődy (1770. – 1783.)
- Krsto Erdődy – upravitelj
- Aleksandar IV. Erdődy (1811. – 1823.)
- Đuro IV. Erdődy (1824. – 1827.)
- Karlo II. Erdődy (1827. – 1834.)
- Ivan Nepomuk III. Erdődy (1834. – 1845.)
- Mirko Lentulaj (1845. – 1848.) – upravitelj
- Aleksandar Šimunčić (1848. – 1850.) – upravitelj

## Poveznice
- Kraljevina Hrvatska pod Habsburzima